# Senato del Texas
Il Senato del Texas è, insieme alla Camera dei Rappresentanti, una delle due camere che compongono la Legislatura del Texas. Essa si riunisce nel Campidoglio dello Stato del Texas.
Il Senato è composto da 31 rappresentanti, eletti per un mandato quadriennale ma rinnovati per metà ogni due anni e rappresentanti di circa 672 000 persone. Non sono presenti vincoli sul numero di mandati.

## Speaker
Lo Speaker dell’assemblea è il vicegovernatore del Texas, mentre la seconda figura di rilievo è il cosiddetto “Presidente pro tempore” (carica costituzionalmente riconosciuta di un corpo normativo che presiede la Camera, in assenza del funzionario normale che presiede: Pro tempore, in latino significa infatti per il momento.

## Personaggi illustri
Fra i vari membri nel corso del tempo vi sono stati:
- Wayne Connally, senatore della Contea di Wilson, 1967-1973, fratello del governatore John Connally.
- Lloyd Doggett, rappresentante alla Camera dei rappresentanti degli Stati Uniti, dal 1995
- Chet Edwards, rappresentante alla Camera dei rappresentanti degli Stati Uniti, dal 1991
- William Neff Patman, senatore della contea di Jackson, (1961-1981)
- Allan Shivers,  governatore del Texas (1949-1957).
- Preston Smith, governatore del Texas dal 1969 al 1973.